# Щеблыкин, Иван Павлович (литературовед)
Ива́н Па́влович Щеблы́кин (род. 19 января 1928, Урлапово, Шипуновский район, Западно-Сибирский край, РСФСР, СССР) — советский и российский литературовед, лермонтовед, почётный профессор Пензенского педагогического института.

## Биография и научные интересы
В 1951 году окончил Вильнюсский университет (ЛССР) по специальности «филология». Работал в школах г. Ростова-на-Дону.
В 1959 году в МГУ имени М. В. Ломоносова защитил кандидатскую диссертацию.
В 1960—1967 гг. — доцент кафедры литературы Нижнетагильского педагогического института Свердловской области.
С 1967 года работал в Пензенском государственном педагогическом институте (с 1994 — университете).
В 1973 году в МОПИ имени Н. К. Крупской защитил докторскую диссертацию по теме «Русский исторический роман 30-х годов XIX века».
В 1975—2007 гг. — заведующий кафедрой русской и зарубежной литературы ПГПИ (ПГПУ). В 1975 году получил звание профессора.
В 1979—1982 гг. — проректор ПГПИ по научной работе.
В 1993 году получил почётное звание «Заслуженный деятель науки Российской Федерации».
В 2007—2014 гг. — заведующий кафедрой журналистики Пензенского государственного педагогического университета имени В. Г. Белинского (с 2012 — Пензенского государственного университета).
Член Союза писателей России (1996). Член-корреспондент Международной Славянской академии (1997).
Область научных интересов — публицистика, проблемы жанра и стиля русской литературы, творчество писателей-земляков: М. Н. Загоскина, М. Ю. Лермонтова, В. Г. Белинского и др.
Под руководством Щеблыкина создана школа научных исследований, в русле которой защищено 15 кандидатских и несколько докторских диссертаций. Руководит Межрегиональной общественной организацией «Лермонтовское общество», работает зам. председателя зонального объединения литературоведческих кафедр Поволжья, является членом УМО (С-Петербургский сектор) при Министерстве образования России.
Редактор многих научных сборников, организатор 23 международных, всероссийских и межрегиональных научных конференций. Выступал с докладами за рубежом, а также во многих городах России. Неоднократно по направлению Министерства образования РФ выезжал в педагогические вузы других городов со спецкурсами по русской литературе.
Основатель и первый председатель межрегионального Лермонтовского общества, Почётный член этого общества.
Дочь — литературовед Лариса Шевцова, вдова писателя И. М. Шевцова.
Сын — литературовед, доктор филологических наук Сергей Щеблыкин (1957—2013).

## Награды и почётные звания
- Отличник народного просвещения РСФСР (1981),
- Почётный профессор ПГПУ им. В. Г. Белинского (1995),
- Почётный работник высшего профессионального образования России (1997).
- Знаки «За заслуги в развитии города Пензы» (2008),
- «Почётный знак Законодательного собрания Пензенской области» (2008).
- Лауреат премии Правительства РФ в области образования за книгу «Лермонтов. Жизнь и творчество» (1999).
- Лауреат Всероссийской литературной премии им. М. Ю. Лермонтова (2004).

## Сочинения
- История русской литературы XI—XIX вв. — М., 1985;
- История русской литературы XIX века: В 3-х т. — М., 2001—2008. (в соавт.);
- Михаил Ломоносов. — М., 1969; Лермонтов. Жизнь и творчество. — Саратов, 1990;
- Классика и современность. — П., 1991;
- У истоков русского исторического романа. — П., 1992;
- Этюды о Лермонтове. — П., 1993;
- М. Ю. Лермонтов. Очерк жизни и литературного творчества. — М., 2000;
- Грани великих дарований. — П., 2001; Страницы лермонтоведения. — П., 2003.